# تأليف الكتب
تَأْلِيِف الكُتُب أو مهنة الكتابة. هناك أنواع كثيرة من الكتب التي يتم تأليفها، ثمة كتابة إبداعية تخرج في صورة روايات، وكتابة أخرى تخرج في صورة أشعار، وكتابة أخرى تخرج في صورة قصص، ثم هناك الكتابة الحرة التي تُعبر عن رأي الكاتب.

## أقسام الكتب المؤلفة
1. كتب الأطفال، وهذا فنٌ قائمٌ بذاته.
2. كتابة القصص والرويات، وهذا أيضًا قائم بذاته.
3. كتب المعرفة، تعلم مهارة أو تعريف لأحد العلوم.

## كتب المعرفة
وهو النوع الثالث والأهم، ولهذا القسم من الكتب خطوات أساسية يجب اتباعها كالآتي:
ولهذا القسم من الكتب خطوات أساسية يجب اتباعها كالآتي:

### ١- اختيار الموضوع وله قواعد
(١) لا يكتب المؤلف إلا في ما تمكّن منه.
(٢) لا بد من وجود سبب وجيه يجعل المؤلف يؤلف كتابًا.
أ. وجود ثغرة (موضوع أو جزء من الموضوع لم يكتب فيه أحد).
ب. أن الموضوع موجود ولكن طريقة عرضه سيئة.
ج. أن نكتب في قضية حية.

### ٢- تحديد الأهداف (أن تكون مكتوبة وواضحة)
أربعة أسباب رئيسية للكتابة:
أ. إيصال معلومات لشريحة من الناس.
ب. تنمية مهارات في مجال معين.
ج. تغيير قناعات سائدة.
د. تغيير سلوكيات أخلاقية أو حركية.

### ٤- الخريطة الذهنية
عنوان الكتاب في الوسط
أسس الصداقة، صفات الأصدقاء وتجارب من حياتنا، مأثورات من الصداقة.

### ٥- كتابة الفهرس
طريقة كتابة الفهرس، هناك قانونًا رئيسيًا له: (قانون ٣ إلى ٥) في هذا القانون نعمل التالي:
نقسم الكتاب إلى أبواب لا تقل عن ٣ أبواب ولا تزيد عن ٥ أبواب، كل باب فيه (٣ إلى ٥) فصول.
الأفضل ما بين ٣ و٥ ولو تكون كلها ٥ ٥ ٥ يكون شكلها جميل.
ثم الفروع من (٣ إلى ٥) فروع.
الفهرس الذي يوضع في الكتاب هو فهرس الأبواب والفصول. (فهرس عام). أو فهرس الأبواب والفصول والفروع. (فهرس خاص).
_يستهلك كتابة الفهرس أسبوعين_

### ٦- إعداد صفحات الكتاب
أي كتابة عناوين الأبواب والفصول والفروع على صفحات فارغة.

### ٧- كتابة صفحات المراجع في صفحات الكتاب الفارغة
اختيار أفضل ٥ مراجع التي فيها شمول وترتيب.
مشاهدة فهرس المرجع الأول، مثلًا عند إيجاد أسس الصداقة وتم وضعها في كتاب المؤلف في الفرع الأول من الفصل الأول من الباب الأول، فيذهب المؤلف إلى الصفحة الفارغة المخصصة من الكتاب ويكتب اسم المرجع، وفي أي صفحة موجود هذا الكتاب، وهكذا مع بقية المراجع وخاصة الخمسة المهمة، ثم يبدأ المؤلف بقراءة هذا الفرع من كل مرجع ويفهمه ثم يكتبه، ثم ينتقل إلى الفرع الثاني ويقرأه ويفهمه ثم يكتبه، وهكذا حتى ينتهي من كتابة الكتاب كاملًا.
ثم يبدأ في كتابة مقدمة هذا الفصل ثم الثاني ثم الثالث وهكذا، ثم يرجع ويكتب صفحة الباب.

### ٨- ملاحظة: القانون العام للكتابة
لا يحاول المؤلف أن يكتب من أول مرة باتقان، اكتب كل الكتاب بعد إذٍ يُعَدّله.
يكتب المؤلف الكتاب كله بأسلوبه ثم يتم تعديله وتنسيقه في مدة قد تصل إلى ٣ أشهر.
.اكتب الكتاب كله بأسلوبك ثم يتم تعدله وتنسيقه في مدة قد تصل إلى 3 شهور.

### ٩- الحل في نقص مرجع
لو كتب المؤلف في كل الفروع وتبقى له فرع لم يجد فيه إلا مرجعًا واحدًا، أمامه خيارين:
الأول: إلغاء هذا الفرع أو دمجه مع فرع سابق.
الثاني: أن يكتب في هذ الفرع من رأسه وأفكاره.

### ١٠- الاستشهادات
البحث عن استشهادات (آية، حديث، بيت شعر، قصة، خريطة، صورة، جدول)، عندما يكتب المؤلف إذا مرت عليه صورة يشير إليها لأنه يحتاجها في الإخراج لاحقًا، فيقول وهو يكتب «هنا توضع الخريطة الفلانية موجودة في الكتاب كذا صفحة كذا»، «هنا توضع القصة الفلانية» وليس شرطًا أن يكتبها فقد تكون طويلة فيقوم بتصويرها ولصقها.

### ١١- الكتابة النهائية لها قواعد
كيف يكتب المؤلف تفاصيل الفرع؟
هناك قانون لكتابة الفرع (كل فرع من الفروع يجب أن يحتوي على (٣ إلى ٥) أفكار أساسية رئيسية، إذا زاد عن ٥ يقوم بكتابة فرع جديد، وإذا قل عن ٣ يقوم بدمجه مع فرع آخر.
-كل فكرة يعطيها فقرة- مابين الفقرة والفقرة يوجد فراغ، والفقرة عادةً تأخذ نصف صفحة أو ثلاثة أرباع أو صفحة أو صفحة ونصف، ولكن الغالب أن الفقرة تأخذ ثلث أو نصف صفحة.
فإذن المؤلف سيكتب من ٣ إلى ٥ فقرات، فهذا يعني كتابة صفحة ونصف أو ٥ صفحات للفرع الواحد، وليس بالضرورة أن تكون الفروع متساوية في الحجم.
كيف يكتب المؤلف الفقرة؟
١- في الجملة الأولى يلخص الفكرة الرئيسية من هذه الفقرة (جملة موضوعية).
٢- باقي الفقرة شرح وأمثلة على هذه الجملة.
٣- الاستشهاد.
يتم التأكد من أن كتابته للفقرة كاملة (جملة موضوعية وشرح وأمثلة واستشهاد).. ملاحظة: إذا لم يجد مثالًا أو استشهادًا فلا مشكلة، ولكن يجب أن نأخذ في الاعتبار بأنه كلما زادت الأمثلة والاستشهادات كلما زادت المتعة والسهولة في الكتاب.

### ١٢- الأهداف
طبعًا لا بدّ من التأكد من تحقيق أهداف المؤلف وانعكاسها على الكتاب (تدقيق تاريخي).
يعرض على بعض الخبراء في الموضوع (تدقيق علمي).
الأفضل يعطى لشخص آخر لأن الإنسان لا يرى أخطائه (التدقيق اللغوي).

### ١٣- الخاتمة
يكتب المؤلف الخاتمة ويكتب فيها التالي:
إما تلخيص رئيسي (ماذا قال؟)
أو يعطي نصائح للقارئ (ماذا يفعل؟)

### ١٤- المقدمة
يكتب المقدمة ويكتب فيها التالي:
منهجية الكتاب (ما هو منهج المؤلف في البحث، ثم استعراض سريع للأبواب والفصول وما هي النتائج الرئيسية بحيث أن من يقرأ المقدمة يعرف عن ماذا يتكلّم هذا الكتاب.

### ١٥- المراجع
تُضاف المراجع في آخر الكتاب، وهناك ٣ أشياء مهمة في المراجع (اسم المرجع، اسم المؤلف، تاريخ النشر أو الطبعة) ويضاف عليها في العادة اسم دار النشر، وإذا أراد الكاتب إضافة أي شيء تفصيلي آخر فلا مشكلة.
جميع المراجع التي يستخدمها المؤلف في تأليف الكتاب تكتب في النهاية، ماعدا النصوص المقتبسة نكتب اسمها في هوامش الكتاب ونكتب بتصرّف أو مأخوذ من كتاب كذا.

### ١٧- الإخراج
والإخراج يبيع أكثر من الموضوع وهناك عدة نصائح:
١- أبرز العناوين الرئيسية والفرعية ووضعها في إطارات ملونة.
2 فراغات في الصفحة ستجعل القراءة مريحة.
٢- ترك فراغات في الصفحة؛ لتجعل القراءة مريحة.
٣- استخدام الطباعة الفخمة، لا يسترخص الكاتب، فالناس تتعامل مع النوعية الجيدة.
٤- الذهاب إلى دار نشر أمينة؛ لتلافى السرقات.
٥- إذا نفذت الطبعة الأولى، فلا يتم تنزيل الطبعة الثانية حتى يتم تطويرها وتصليح الأخطاء العلمية واللغوية ويُكتب عليها نسخة معدّلة ومطورة.
٥- الكتاب الذي ينجح، يفكّر منه بنسخ أخرى، نسخه للناشئين مابين ١٠ - ١٥ سنة، ثم نسخه للأطفال تحت سن ١٠ سنوات.
أي مشروع ينجح فهناك مخرجات له يستطيع المؤلف تنفيذها مثل: (محاضرات - دورات).

## وصلات خارجية
- * فن التأليف : طارق سويدان على يوتيوب.